# Дустр
Дустр (фр. Doustre) је река у Француској. Дуга је 51 km. Улива се у Дордоњу. 